# Kula (Bugojno)
Kula es un pueblo de la municipalidad de Bugojno, en el cantón de Bosnia Central, Bosnia y Herzegovina.

## Superficie
Posee una superficie de 2,10 kilómetros cuadrados.

## Demografía
Hasta 2013 la población era de 864 habitantes, con una densidad de población de 411,8 habitantes por kilómetro cuadrado.